# Östa
Östa är en by i Nora socken, Heby kommun, Uppsala län, belägen på en halvö vid Dalälven.
Byn omtalas första gången i en odaterad förteckning över frälsegods från omkring 1500. Det skrivs då 'Ödhestadha', och betyder troligen ungefär "den övergivna båtstaden/båtankringsplatsen" 1538 var Östa ett mantal frälse tillhörigt Engelbrekt Larsson (Bölja). Östa var till att börja med en ensam gård, men på 1670-talet tillkom ytterligare en gård i byn.
Idag är Östa mest känt för dess badplatser, camping, samt som utgångspunkt för fiske och friluftsliv i Färnebofjärden. I området finns också Östa naturreservat, invid Färnebofjärdens nationalpark.